# Run All Night
Run All Night (titulada Una noche para sobrevivir en Hispanoamérica y España) es una película de acción del año 2015 dirigida por Jaume Collet-Serra. Protagonizada por Liam Neeson, Joel Kinnaman y Ed Harris, fue estrenada el 13 de marzo de 2015.

## Sinopsis
Atormentado por los fantasmas de su pasado, el exmafioso irlandés Jimmy "El Sepulturero" Conlon se ha convertido en un borracho temperamental, incapaz de relacionarse con su hijo Mike, un boxeador profesional retirado que es mentor de niños de contexto vulnerable en el gimnasio local. Disgustado por las acciones de su padre, Mike se niega a involucrarlo en la vida de sus hijas, Catelyn y Lily.
El antiguo jefe de Jimmy y amigo más cercano, Shawn Maguire, rechaza una oferta de una banda de albaneses para vender heroína en su territorio. Éstos reclaman que su hijo Danny, que recibió un gran adelanto al gestionar las negociaciones, debe devolver ese dinero o sufrir las consecuencias.
Mike, el pluriempleo como chófer, lleva los acreedores albaneses a la casa de Danny. Este es testigo cuando Danny mata a los albaneses y huye, pero cae accidentalmente a su cartera y de identificación.
Jimmy promete no delatar a Danny. Como él está dejando la casa de Mike, él salpica a Danny tratando de matar a su hijo y le dispara antes de que Danny pueda hacer lo mismo. Shawn envía policías corruptos para recoger a Mike y matarle, pero Jimmy lo rescata y lo lleva con su familia.
Consciente de que Shawn no se detendrá hasta que Mike esté muerto, Jimmy envía a su familia a una remota cabaña y toma a Mike con él para recuperar la prueba de su inocencia. Andrew Price, un asesino contratado por Shawn, los intercepta antes de que puedan reunir las pruebas. Jimmy es capaz de dominarlo, pero sufre una lesión en su hombro.
Mike deja a Jimmy con su tío Eddie y regresa con su familia. Tratando de poner fin a la venganza de sangre, Jimmy ataca el escondite de Shawn y mata a su pandilla. Jimmy rastrea a Shawn hasta algunas vías del tren cercanas y trenes estacionarios donde dispara a Shawn. Jimmy tiene a Shawn en sus brazos, mientras este finalmente muere.
Jimmy avisa a la policía desde una cabina su ubicación. Mientras piensa que él es el siguiente después que Mike. Se produce un intercambio de disparos, uno de esos disparos alcanza en el torso a Jimmy, pero se las arregla para matarle, salvando a su hijo en el proceso. Mike corre hacia Jimmy y, finalmente, se refiere a él como "papá", demostrando así que por fin lo ha aceptado como su padre. La policía llegó y, finalmente, Jimmy muere por las heridas. 
Más tarde, Mike ve en su casa una fotografía antigua con su padre. Toma un último vistazo a la foto, y con ello finalmente le perdona por su pasado.

## Elenco
- Liam Neeson como Jimmy Conlon.
- Ed Harris como Shawn Maguire.
- Joel Kinnaman como Mike Conlon.
- Boyd Holbrook como Danny Maguire.
- Bruce McGill como Pat Mullen.
- Génesis Rodríguez como Gabriela Conlon.
- Vincent D'Onofrio como Detective Harding.
- Lois Smith como Margaret Conlon.
- Common como Andrew Price.
- Beau Knapp como Kenan Boyle.
- Patricia Kalember como Rose Maguire.
- Daniel Stewart Sherman como Brendan.
- James Martínez como Detective Oscar Torres.
- Radivoje Bukvic como Victor Grezda.
- Tony Naumovski como Samir.
- Lisa Branch como Angela Banks.
- Holt McCallany como Frank.
- Aubrey Joseph como Curtis 'Legs' Banks.
- Giulia Cicciari como Catelyn Conlon.
- Carrington Meyer como Lily Conlon.
- Gavin-Keith Umeh como Agente Randle.
- Malcolm Goodwin como Agente Colston.
- Nick Nolte como Eddie Conlon.

## Producción
En enero de 2012, Warner Bros. adquirió el guion de Brad Ingelsby The All-Nighter por una suma de seis cifras. Durante el siguiente mes de noviembre, Liam Neeson entró en negociaciones para protagonizar la película y se convirtió en un bloqueo en enero de 2013. En este momento, el director Jaume Collet-Serra se apegó a la película y el título fue cambiado a Ejecutar toda la noche.
El rodaje comenzó el 3 de octubre de 2013.

## Música
El 4 de diciembre de 2014, se anunció que Junkie XL compondría la música para la película.

## Recepción
Run All Night recaudó $ 26,500,000 en América del Norte y $ 40.500.000 en otros territorios para un total mundial de $ 67.000.000, en contra de un presupuesto de $ 50 millones. 
En su primer fin de semana, la película recaudó $ 11 millones, terminando segundo en la taquilla detrás de La Cenicienta ($ 70.100.000).
Run All Night tuvo críticas positivas. En el sitio Rotten Tomatoes obtuvo un 61% de críticas positivas en la base de 103 comentarios. Mientras que por parte de la audiencia obtuvo un 57%.